# Mariene provincie Zuidelijk Nieuw-Zeeland
De Mariene provincie Zuidelijk Nieuw-Zeeland (54) (Engels: Southern New Zealand marine province) is een biogeografische provincie en ligt in het zuidwesten van de Grote Oceaan in het Marien rijk Gematigd Australazië. De mariene provincie is vastgesteld door het World Wide Fund for Nature en The Nature Conservancy en is vernoemd naar Nieuw-Zeeland.
In het noorden grenst het gebied aan de mariene provincie Noordelijk Nieuw-Zeeland (53) en in het zuiden aan de mariene provincie Subantarctisch Nieuw-Zeeland (62).

## Geografie
De mariene provincie ligt rond de Chathameilanden, voor de kusten van het centrale en zuidelijke deel van Nieuw-Zeeland en rond de Snareseilanden.

## Biogeografie
Het gebied kent zeeleven dat houdt van gematigde temperaturen.

## Mariene ecoregio's
Deze mariene provincie bestaat uit 4 mariene ecoregio's:
- Mariene ecoregio Chatham Island (198)
- Mariene ecoregio Centraal Nieuw-Zeeland (199)
- Mariene ecoregio Zuidelijk Nieuw-Zeeland (200)
- Mariene ecoregio Snareseilanden (201)